# Katzenthal
Katzenthal – miejscowość i gmina we Francji, w regionie Grand Est, w departamencie Górny Ren.
Według danych na rok 1990 gminę zamieszkiwało 505 osób, 144 os./km².